# Konstituerende land
Et konstituerende land (engelsk: constituent country) er en administrativ enhed eller subnational enhed (fx delstat, rigsdel), som indgår i en statsdannelse af områder med varierende grad af selvbestemmelse. Udtrykket forbindes særligt med rigsdelene i Det Forenede Kongerige Storbritannien og Nordirland, Kongeriget Danmark og Kongeriget Nederlandene.

## Kongeriget Danmark
Kongeriget Danmark består af:
- Danmark
- Færøerne
- Grønland

Danmark er medlem af EU, Færøerne og Grønland er ikke medlemmer af EU.
De tre konstituerede lande har deres egne parlamenter: Folketinget i Danmark er lovgivende for hele riget, dog er love som vedtages af Folketinget ikke automatisk gældende for Færøerne og Grønland, hvilket var tilfældet tidligere. Love som Folketinget vedtager skal godkendes af Færøernes lagting og Grønlands landsting, før de træder i kraft i henholdsvis Færøerne og Grønland, og hvis lagtinget eller landstinget ønsker ændringer i lovene, så kan disse implementeres. Lagtinget er lovgivende for Færøerne og Landstinget er lovgivende for Grønland. Som eksempel på love, som er forskellige for Færøerne og Danmark kan nævnes alkohollovgivninen, hvor den danske lov tillader salg af alkohol i supermarkeder, mens dette ikke er tilladt på Færøerne ifølge færøsk lovgivning. Alkohol må kun sælges af Rúsdrekkasøla Landsins, også kaldet Rúsan og øl må sælges af øludsalg, som har særlig tilladelse til det. En anden lov, som er forskellig er f.eks. abortlovgivningen, som i Danmark tillader kvinder fri abort, men på Færøerne er abort ikke tilladt med mindre moderens eller barnets liv og helbred er i fare. Loven er fra 1956 med ændringer fra 2009.
Færøerne og Grønland har 2 folketingsmedlemmer hver. Danmark har ikke medlemmer i Færøernes og Grønlands parlamenter, men har rigsombudsmanden. 
Rigsombudsmanden på Færøerne er rigets øverste repræsentant på Færøerne og bindeleddet mellem hjemmestyret og rigsmyndighederne. Rigsombudsmanden har sæde i Lagtinget og adgang til at deltage i forhandlinger om alle fællesanliggender, dog uden stemmeret. Endvidere skal rigsombudsmanden underrettes om beslutninger taget i Lagtinget eller Landsstyret samt om vedtagne lagtingslove og andre bestemmelser udfærdiget af det færøske hjemmestyre.
Rigsombudsmanden i Grønland er rigets øverste repræsentant i Grønland og bindeleddet mellem selvstyret og rigsmyndighederne. Grønlands selvstyre kan opfordre rigsombudsmanden til at deltage i forhandlinger. Endvidere skal rigsombudsmanden snarest muligt underrettes af Grønlands selvstyre om vedtagne retsforskrifter, der udstedes af selvstyret.

## Storbritannien
Landet Storbritannien, officielt kaldet "Det Forenede Kongerige Storbritannien og Nordirland" (engelsk: the "United Kingdom of Great Britain and Northern Ireland"), er sammensat af fire konstituerende lande: England, Skotland, Wales, og Nordirland. De tre førstnævnte ligger på øen Storbritannien, mens Nordirland udgør den nordøstlige del af øen Irland (resten af øen udgør Republikken Irland, ofte bare kaldet "Irland", der er et selvstændigt land). England, Skotland, og Wales omtales normalt som "(constituent) countries", mens Nordirland både ses omtalt som et "constituent country" og som en provins.
De fire konstituerende lande i Storbritannien er listen i tabellen nedenfor. Befolkningstal er fra midten af 2019, og arealtal er i kvadratkilometer. Data er fra the Office for National Statistics.
| Land           | Befolkning | Areal (km2) |
| -------------- | ---------- | ----------- |
| England        | 56.286.961 | 130.309     |
| Nordirland     | 1.893.667  | 13.793      |
| Skotland       | 5.463.300  | 77.911      |
| Wales          | 3.152.879  | 20.736      |
| Storbritannien | 66.796.807 | 242.749     |

Indenfor NUTS-systemet udgør Skotland, Wales, og Nordirland, hver en NUTS 1-region, mens England på grund af sin størrelse er delt i ni regioner (se Regioner i England for detaljer), således at der er 12 regioner i Storbritannien. De engelske regioner er dog ikke konstituerende lande. Kronbesiddelserne og de britiske oversøiske territorier tilhører Storbritannien, men er ikke del af det og er heller ikke konstituerende lande.[kilde mangler]

### Historie
England, Skotland og Wales har tidligere været uafhængige og selvstændige lande.
Vilhelm Erobreren, hertug af Normandiet, erobrede England i 1066, hvorefter han og hans efterkommere med tiden udvidede deres herredømme på de britiske øer. Særligt lykkedes det hans søn Henrik 1. at erobre dele af Wales, men hele Wales kom først under engelsk kontrol i 1283 under Edvard 1. Den normannisk-engelske erobring af Irland begyndte i slutningen af 1100-tallet, oprindeligt centreret omkring Dublin, og i løbet af de efterfølgende århundreder blev engelsk herredømme udvidet til hele øen. Irland blev administreret som en separat jurisdiktion, et Lordship og var formelt set et paveligt len bestyret af den engelske konge. Henrik 8. af England inkorporerede endeligt Wales i England ved to love i 1535 og 1542, the Laws in Wales Acts, og samme konge - som ved den Engelske Reformation havde brudt med den katolske kirke - ophøjede i 1542 Irland til et selvstændigt kongedømme i union med England.
Skotland blev forenet med England i 1603, da den skotske kong Jakob 6. overtog de engelske og irske troner efter Elizabeth 1.s død. England og Skotland dannede i 1707 en ny stat, Kongeriget Storbritannien, men på trods heraf beholdt Skotland mange af sine hidtidige institutioner, særligt sin egen retsform, skotsk ret (engelsk: "Scots law"), og den presbyterianske skotske kirke. Ligeledes blev engelsk lov og den anglikanske engelske kirke videreført i England og Wales. I 1801 blev Irland formelt forenet med Storbritannien, til Det Forenede Kongerige Storbritannien og Irland. I 1922 udråbtes Den Irske Fristat, og derved udtrådte provinserne Connaught, Leinster, Munster og tre af grevskaberne i Ulster af Storbritannien. De resterende seks grevskaber i Ulster forblev britiske, og benævnes herefter "Nordirland".

### Selvstyre
Love om oprettelse af autonome parlamenter for Skotland, Wales og Nordirland blev vedtaget af det britiske parlament i 1998, og de tre parlamenter blev oprettet kort tid herefter. Nordirland har tidligere haft et eget parlament 1921-1972, men dette blev suspenderet af London pga. konflikten i Nordirland. I Nordirlands tilfælde hang genindførslen af selvstyre sammen med Belfastaftalen fra 1998, der afsluttede kampene mellem Nordirlands katolikker og protestanter. 
England har siden unionen med Skotland i 1707 ikke et selvstændigt parlament og regering, men er kun underlagt det britiske parlament og den britiske regering. Derfor kan f.eks. skotske politikere stemme i det britiske parlament om engelske forhold, mens engelske politikere ikke kan stemme om skotske forhold pga. det skotske selvstyre. Dette problem kaldes West Lothian-spørgsmålet (en), efter den skotske parlamentariker Tam Dalyell, repræsenterende West Lothian, som påpegede paradokset. En række løsninger på West Lothian-spørgsmålet er blevet foreslået, blandt andet "English votes for English laws" (en) (ikke-engelske medlemmer af det britiske parlament udelukkes fra at stemme om lovforslag der kun vedkommer England, implementeret i 2015 men afskaffet igen i 2021), et autonomt engelsk parlament ligesom man har i de andre konstituerende lande, og autonome parlamenter til enten de engelske regioner eller grevskaber, men indtil videre er problemet uløst.[kilde mangler]